# PRKAR1A
PRKAR1A (англ. Protein kinase cAMP-dependent type I regulatory subunit alpha) – білок, який кодується однойменним геном, розташованим у людей на короткому плечі 17-ї хромосоми. Довжина поліпептидного ланцюга білка становить 381 амінокислот, а молекулярна маса — 42 982.
| 10         |  | 20         |  | 30         |  | 40         |  | 50         |
| ---------- |  | ---------- |  | ---------- |  | ---------- |  | ---------- |
| MESGSTAASE |  | EARSLRECEL |  | YVQKHNIQAL |  | LKDSIVQLCT |  | ARPERPMAFL |
| REYFERLEKE |  | EAKQIQNLQK |  | AGTRTDSRED |  | EISPPPPNPV |  | VKGRRRRGAI |
| SAEVYTEEDA |  | ASYVRKVIPK |  | DYKTMAALAK |  | AIEKNVLFSH |  | LDDNERSDIF |
| DAMFSVSFIA |  | GETVIQQGDE |  | GDNFYVIDQG |  | ETDVYVNNEW |  | ATSVGEGGSF |
| GELALIYGTP |  | RAATVKAKTN |  | VKLWGIDRDS |  | YRRILMGSTL |  | RKRKMYEEFL |
| SKVSILESLD |  | KWERLTVADA |  | LEPVQFEDGQ |  | KIVVQGEPGD |  | EFFIILEGSA |
| AVLQRRSENE |  | EFVEVGRLGP |  | SDYFGEIALL |  | MNRPRAATVV |  | ARGPLKCVKL |
| DRPRFERVLG |  | PCSDILKRNI |  | QQYNSFVSLS |  | V          |  |            |

A: Аланін

C: Цистеїн

D: Аспарагінова кислота

E: Глутамінова кислота

F: Фенілаланін

G: Гліцин

H: Гістидин

I: Ізолейцин

K: Лізин

L: Лейцин

M: Метіонін

N: Аспарагін

P: Пролін

Q: Глутамін

R: Аргінін

S: Серин

T: Треонін

V: Валін

W: Триптофан

Кодований геном білок за функцією належить до фосфопротеїнів. 
Задіяний у таких біологічних процесах, як ацетилювання, альтернативний сплайсинг. 
Білок має сайт для зв'язування з нуклеотидами. 
Локалізований у клітинній мембрані, мембрані.